# Jinta

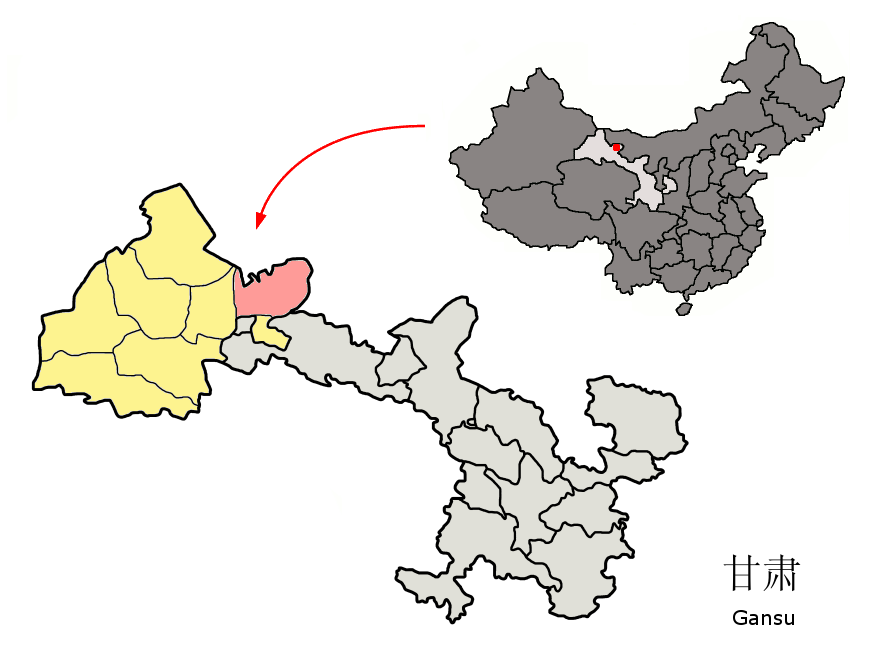
Lage des Kreises Jinta (rosa) in der bezirksfreien Stadt Jiuquan (gelb)

Jinta (chinesisch 金塔县, Pinyin Jīntǎ Xiàn) ist ein chinesischer Kreis, der zum Verwaltungsgebiet der  bezirksfreien Stadt Jiuquan in der Provinz Gansu gehört. Er hat eine Fläche von 18.877 km² und zählt 145.500 Einwohner (Stand: Ende 2018). Sein Hauptort ist die Großgemeinde Jinta (金塔镇).